# ボクヒ姉さん
『ボクヒ姉さん』（ボクヒねえさん、朝: 복희 누나）は2011年韓国のテレビドラマ、KBSテレビ小説。
1960年代から70年代を背景に生きた女性の人生を描いた作品。2011年、KBSテレビ小説として放送された。

## あらすじ
父を亡くし継母、異母弟と共に貧しい生活を送っていたハン・ボクヒ。ある日、継母は蒸発し異母弟を連れて実母・ジョンエを探しにいく。

## 出演
- ハン・ボクヒ：チャン・ミイネ[1][4]
- リュ・テジュン
- キョン・ミリ

## スタッフ
- 演出：ムン・ヨンジン
- 脚本：イ・クムリム